# 197 Dywizja Piechoty (III Rzesza)
197 Dywizja Piechoty (niem. 197. Infanterie-Division) – niemiecka dywizja z czasów II wojny światowej, sformowana na mocy rozkazu z 1 grudnia 1940, w 7. fali mobilizacyjnej w Poznaniu w XXI Okręgu Wojskowym.

## Struktura organizacyjna
| - 321 pułk piechoty, - 332 pułk piechoty, - 229 dywizjon artylerii lekkiej - 321 pułk piechoty, - 332 pułk piechoty, - 347 pułk piechoty, - 229 pułk artylerii, - 229 batalion pionierów, - 229 oddział rozpoznawczy, - 229 oddział przeciwpancerny, - 229 oddział łączności, - 229 polowy batalion zapasowy | - 332 pułk grenadierów, - 347 pułk grenadierów, - 229 pułk artylerii, - 229 batalion pionierów, - 229 batalion fizylierów, - 229 oddział przeciwpancerny, - 229 oddział łączności, - 299 batalion dywizyjny, - 229 polowy batalion zapasowy - 52 grupa dywizyjna, - 332 pułk grenadierów, - 347 pułk grenadierów, - 229 pułk artylerii, - 229 batalion pionierów, - 229 batalion fizylierów, - 229 oddział przeciwpancerny, - 229 oddział łączności, - 229 batalion dywizyjny, - 229 polowy batalion zapasowy |

## Dowódcy dywizji
- Generalmajor (Generalleutnant) Hermann Mayer – Rabingen 1 XII 1939 – 1 IV 1942;
- General Ehrenfried Böge 1 IV 1942 – 5 XI 1943;
- Generalleutnant Eugen Wößner 5 XI 1943 – 14 III 1944;
- Generalmajor Hans Hahne 14 III 1944 – 24 VI 1944;